# Икканна

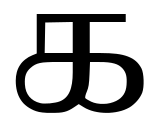

Икканна (இக்கன்னா) или кахарамэй (ககர மெய்) — 14-я буква тамильского алфавита, относится к группе валлинам и, в зависимости от положения в слове, может обозначать взрывные и фрикативные заднеязычные согласные (к, г, х).
- интервокально — «Х»
- в сочетании перед согласной — «К»
- в сочетании после согласных — «Г»

## Илакканам (грамматика)
- Ку (ки) — суффикс дательного падежа.
- Кал — один из суффиксов множественного числа.
- Ка — суффикс желательного наклонения в литературном языке.
- Акку — один из суффиксов супина.